# Фуюйские кыргызы
Фуюйские кыргызы (самоназвание — кыргыс, хэргэс, тиртиз) — тюркская этническая группа в уезде Фуюй провинции Хэйлунцзян в КНР.
Фуюйских кыргызов не следует путать с киргизами, так как по своему происхождению и языку они родственны сибирским тюркам, в особенности хакасам. Родной язык — фуюйско-кыргызский. Численность в 1997 году — около 1 200 человек.

## История и современность
Считаются потомками енисейских кыргызов, «угнанных» в 1703—1706 гг. с территории Хакасии («Киргизской землицы») в Джунгарию.
После уничтожения Джунгарского ханства, властями Империи Цин были переселены в Маньчжурию в 1755—1757 гг. («20—22 годы правления под девизом „Цяньлун“»).
В настоящее время (как следует из названия) проживают в Юи-Даурско-Маньчжурско-Киргизской национальной волости) китайского уезда Фуюй.

## Изучение
Первые научные сведения о фуюйских кыргызах были записаны в период японской оккупации Маньчжурии (1931—1945). Японский учёный Масато Сухара (яп. 栖原正人, китайское чтение иероглифов — «Циюань Чжэнжэнь») посетил кыргызские деревни в июле 1944 года, и в мае 1945 опубликовал статью «Поездка к кыргызам».
Советские солдаты и офицеры киргизской национальности сообщали начальству после вступления советских войск в 1945 в Хэйлунцзян об обнаружении среди местного населения людей, называющих себя киргизами и говорящих на понятном им языке.
В 1952 вышла статья Юй Ифу «Кыргызы Нэньцзянских лугов» («Ji-er-ji-si Nenjiang Grassland»), который содержит основной материал по истории, миграции, социальной и политической ситуации, культуре и народной памяти, языку, экономике, традициям и бытовой жизни.
Начиная с 1957 года изучение народа ведет китайский киргизовед Ху Чжэнхуа.